# Liste des médaillés olympiques en snowboard
Cet article présente la liste des médaillés aux Jeux olympiques en snowboard.

## Compétitions masculines

### Big air
| Édition                                | Or                      | Argent              | Bronze               |
| Pyeongchang 2018 (Résultats détaillés) | Sébastien Toutant (CAN) | Kyle Mack (USA)     | Billy Morgan (GBR)   |
| Pékin 2022 (Résultats détaillés)       | Su Yiming (CHN)         | Mons Røisland (NOR) | Maxence Parrot (CAN) |

### Boardercross
| Édition                                | Or                        | Argent                | Bronze                     |
| Turin 2006                             | Seth Wescott (USA)        | Radoslav Židek (SVK)  | Paul-Henri de Le Rue (FRA) |
| Vancouver 2010                         | Seth Wescott (USA)        | Mike Robertson (CAN)  | Tony Ramoin (FRA)          |
| Sotchi 2014 (Résultats détaillés)      | Pierre Vaultier (FRA)     | Nikolay Olyunin (RUS) | Alex Deibold (USA)         |
| Pyeongchang 2018 (Résultats détaillés) | Pierre Vaultier (FRA)     | Jarryd Hughes (AUS)   | Regino Hernández (ESP)     |
| Pékin 2022 (Résultats détaillés)       | Alessandro Hämmerle (AUT) | Éliot Grondin (CAN)   | Omar Visintin (ITA)        |

### Half-pipe
| Édition                                | Or                        | Argent                | Bronze              |
| Nagano 1998                            | Gian Simmen (SUI)         | Daniel Franck (NOR)   | Ross Powers (USA)   |
| Salt Lake City 2002                    | Ross Powers (USA)         | Danny Kass (USA)      | Jarret Thomas (USA) |
| Turin 2006                             | Shaun White (USA)         | Danny Kass (USA)      | Markku Koski (FIN)  |
| Vancouver 2010                         | Shaun White (USA)         | Peetu Piiroinen (FIN) | Scotty Lago (USA)   |
| Sotchi 2014 (Résultats détaillés)      | Iouri Podladtchikov (SUI) | Ayumu Hirano (JPN)    | Taku Hiraoka (JPN)  |
| Pyeongchang 2018 (Résultats détaillés) | Shaun White (USA)         | Ayumu Hirano (JPN)    | Scotty James (AUS)  |
| Pékin 2022 (Résultats détaillés)       | Ayumu Hirano (JPN)        | Scotty James (AUS)    | Jan Scherrer (SUI)  |

### Slalom géant parallèle
| Édition                                | Or                       | Argent                    | Bronze                  |
| Salt Lake City 2002                    | Philipp Schoch (SUI)     | Richard Richardsson (SWE) | Chris Klug (USA)        |
| Turin 2006                             | Philipp Schoch (SUI)     | Simon Schoch (SUI)        | Siegfried Grabner (AUT) |
| Vancouver 2010                         | Jasey Jay Anderson (CAN) | Benjamin Karl (AUT)       | Mathieu Bozzetto (FRA)  |
| Sotchi 2014 (Résultats détaillés)      | Vic Wild (RUS)           | Nevin Galmarini (SUI)     | Žan Košir (SLO)         |
| Pyeongchang 2018 (Résultats détaillés) | Nevin Galmarini (SUI)    | Lee Sang-ho (KOR)         | Žan Košir (SLO)         |
| Pékin 2022 (Résultats détaillés)       | Benjamin Karl (AUT)      | Tim Mastnak (SLO)         | Vic Wild (ROC)          |

### Slopestyle
| Édition                                | Or                    | Argent               | Bronze              |
| Sotchi 2014 (Résultats détaillés)      | Sage Kotsenburg (USA) | Ståle Sandbech (NOR) | Mark McMorris (CAN) |
| Pyeongchang 2018 (Résultats détaillés) | Redmond Gerard (USA)  | Maxence Parrot (CAN) | Mark McMorris (CAN) |
| Pékin 2022 (Résultats détaillés)       | Maxence Parrot (CAN)  | Su Yiming (CHN)      | Mark McMorris (CAN) |

## Compétitions féminines

### Big air
| Édition                                | Or                | Argent                     | Bronze                     |
| Pyeongchang 2018 (Résultats détaillés) | Anna Gasser (AUT) | Jamie Anderson (USA)       | Zoi Sadowski-Synnott (NZL) |
| Pékin 2022 (Résultats détaillés)       | Anna Gasser (AUT) | Zoi Sadowski-Synnott (NZL) | Kokomo Murase (JPN)        |

### Boardercross
| Édition                                | Or                       | Argent                                | Bronze                  |
| Turin 2006                             | Tanja Frieden (SUI)      | Lindsey Jacobellis (USA)              | Dominique Maltais (CAN) |
| Vancouver 2010                         | Maëlle Ricker (CAN)      | Déborah Anthonioz (FRA)               | Olivia Nobs (SUI)       |
| Sotchi 2014 (Résultats détaillés)      | Eva Samková (CZE)        | Dominique Maltais (CAN)               | Chloé Trespeuch (FRA)   |
| Pyeongchang 2018 (Résultats détaillés) | Michela Moioli (ITA)     | Julia Pereira de Sousa Mabileau (FRA) | Eva Samková (CZE)       |
| Pékin 2022 (Résultats détaillés)       | Lindsey Jacobellis (USA) | Chloé Trespeuch (FRA)                 | Meryeta O'Dine (CAN)    |

### Half-pipe
| Édition                                | Or                       | Argent                    | Bronze                     |
| Nagano 1998                            | Nicola Thost (GER)       | Stine Brun Kjeldaas (NOR) | Shannon Dunn-Downing (USA) |
| Salt Lake City 2002                    | Kelly Clark (USA)        | Doriane Vidal (FRA)       | Fabienne Reuteler (SUI)    |
| Turin 2006                             | Hannah Teter (USA)       | Gretchen Bleiler (USA)    | Kjersti Buaas (NOR)        |
| Vancouver 2010                         | Torah Bright (AUS)       | Hannah Teter (USA)        | Kelly Clark (USA)          |
| Sotchi 2014 (Résultats détaillés)      | Kaitlyn Farrington (USA) | Torah Bright (AUS)        | Kelly Clark (USA)          |
| Pyeongchang 2018 (Résultats détaillés) | Chloe Kim (USA)          | Liu Jiayu (CHN)           | Arielle Gold (USA)         |
| Pékin 2022 (Résultats détaillés)       | Chloe Kim (USA)          | Queralt Castellet (ESP)   | Sena Tomita (JPN)          |

### Slalom géant parallèle
| Édition                                | Or                        | Argent                      | Bronze                           |
| Salt Lake City 2002                    | Isabelle Blanc (FRA)      | Karine Ruby (FRA)           | Lidia Trettel (ITA)              |
| Turin 2006                             | Daniela Meuli (SUI)       | Amelie Kober (GER)          | Rosey Fletcher (USA)             |
| Vancouver 2010                         | Nicolien Sauerbreij (NED) | Iekaterina Ilioukhina (RUS) | Marion Kreiner (AUT)             |
| Sotchi 2014 (Résultats détaillés)      | Patrizia Kummer (SUI)     | Tomoka Takeuchi (JPN)       | Alena Zavarzina (RUS)            |
| Pyeongchang 2018 (Résultats détaillés) | Ester Ledecká (CZE)       | Selina Jörg (GER)           | Ramona Theresia Hofmeister (GER) |
| Pékin 2022 (Résultats détaillés)       | Ester Ledecká (CZE)       | Daniela Ulbing (AUT)        | Glorija Kotnik (SLO)             |

### Slopestyle
| Édition                                | Or                         | Argent               | Bronze               |
| Sotchi 2014 (Résultats détaillés)      | Jamie Anderson (USA)       | Enni Rukajärvi (FIN) | Jenny Jones (GBR)    |
| Pyeongchang 2018 (Résultats détaillés) | Jamie Anderson (USA)       | Laurie Blouin (CAN)  | Enni Rukajärvi (FIN) |
| Pékin 2022 (Résultats détaillés)       | Zoi Sadowski-Synnott (NZL) | Julia Marino (USA)   | Tess Coady (AUS)     |

## Mixtes

### Boardercross par équipes
| Édition                          | Or                                             | Argent                              | Bronze                              |
| Pékin 2022 (Résultats détaillés) | États-Unis Nick Baumgartner Lindsey Jacobellis | Italie Omar Visintin Michela Moioli | Canada Éliot Grondin Meryeta O'Dine |

## Anciennes disciplines

### Slalom géant masculin
| Édition     | Or                    | Argent               | Bronze                |
| Nagano 1998 | Ross Rebagliati (CAN) | Thomas Prugger (ITA) | Ueli Kestenholz (SUI) |

### Slalom géant féminin
| Édition     | Or                | Argent                   | Bronze              |
| Nagano 1998 | Karine Ruby (FRA) | Heidi Maria Renoth (GER) | Brigitte Köck (AUT) |

### Slalom parallèle masculin
| Édition                           | Or             | Argent          | Bronze              |
| Sotchi 2014 (Résultats détaillés) | Vic Wild (RUS) | Žan Košir (SLO) | Benjamin Karl (AUT) |

### Slalom parallèle féminin
| Édition                           | Or                    | Argent              | Bronze             |
| Sotchi 2014 (Résultats détaillés) | Julia Dujmovits (AUT) | Anke Karstens (GER) | Amelie Kober (GER) |